# 鈴木信太郎 (フランス文学者)
鈴木 信太郎（すずき しんたろう、1895年（明治28年）6月3日 - 1970年（昭和45年）3月4日）は、日本のフランス文学者、東京大学名誉教授、日本芸術院会員。

## 経歴
出生から修学期
1895年（明治28年）、神田川の川口に近い神田佐久間町で米問屋を営んでいた富裕な家庭に生まれた。父・鈴木政次郞の二男。東京女子師範附属幼稚園（現・お茶の水女子大学附属幼稚園）に通った。1908年に東京高等師範学校附属小学校（現・筑波大学附属小学校）を卒業し、東京高等師範学校附属中学校（現・筑波大学附属中学校・高等学校）に進学・中学校では、諸橋轍次が担任であった。1913年に卒業し、直ちに第一高等学校第一部丁類（仏語法科）に進み、翌年よりボードレールの『悪の華』翻訳に取り組んだ。この時期に東京帝大仏文学科在学中の辰野隆を知り、以後半世紀にわたって終生親しく交わった。1916年に東京帝国大学仏文学科へ進学。同期に岸田國士、関根秀雄らがいた。
1917年、22歳の時に東京高師附属中時代からの先輩である山田珠樹らと同人誌『ろざりよ』を創刊し、繁く短編小説を発表。1919年、同じく同人であった辰野隆と共にロスタンの『シラノ・ド・ベルジュラック』を共訳し、一幕ずつ同誌に連載。これは、以降徹底的に推敲して華麗な語彙をちりばめた名調子に実り、今に至るまで度重ねて、上演の台本に使われている。
フランス文学研究者として(戦前)
1920年、東京帝国大学文学部副手に採用された。1921年に講師昇格。初講義は、学生の希望に応えた「フランス近代叙情詩研究」であった。翌年、上記「シラノ・ド・ベルヂュラック」を初出版。その後太平洋戦争末期を除き、多数の著述を上梓した。辰野隆、豊島与志雄、山田珠樹と監修した『フランス文学叢書』は、1924年より刊行された。
1925年、30歳の時に私費でパリ留学。中世仏語を学ぶ一方で演劇・絵画展を巡って見聞を広め、翌年帰国。象徴派を主とした多数の書籍を持ち帰った。1928年、東池袋の邸内に鉄筋コンクリート建ての書斎を構えた。後年に1945年の東京大空襲罹災時にも蔵書焼失を防いだ。1931年、東京帝国大学助教授に昇格。その後、第二次世界大戦下では、フランス書の輸入及び自著出版の不自由に苦しんだ。1945年4月、空襲で自宅が焼かれた。同年5月、学位論文『「ステファヌ・マラルメ詩集」考』を東京帝国大学に提出して文学博士の学位を取得。
太平洋戦争後
戦後の1947年から新制の東京大学仏文学科教授。1953年から1955年まで、同文学部長を務めた。1954年夏、フランスおよびベルギーに出張。1956年に東京大学を定年退官し名誉教授となった。
同年4月からは中央大学文学部教授として教鞭をとった。学界では、1956年に日本フランス語学会会長となり、翌年、日本フランス文学会会長となった。1961年より糖尿と心臓を病んで症状が現れ始めた。1962年、新設の日本フランス語フランス文学会の会長に推され就任。1963年には、日本芸術院会員（翻訳評論部門）に選出された。1966年中央大学を定年退職後は、東洋大学文学部教授を務めた。体力の衰えもあり1967年、日本フランス語フランス文学会の会長を辞し、名誉会長に退いた。1969年春、74歳で東洋大学を退職。同年秋以降、一切の講義から身を引いた。この年に叙勲を辞退。
1970年3月4日、大動脈瘤破裂により、自宅書斎で急逝。本人の遺言により遺族は没後受勲も辞退した。

## 受賞・栄典
- 1952年：第3回読売文学賞を受賞。『ステファヌ・マラルメ詩集考』に対して。
- 1955年：日本芸術院賞を受賞。『フランス詩法』に対して[4]
- 1960年：フランス政府よりレジオンドヌール三等勲章を受ける。

## 研究内容・業績
温雅な学究・教育者として、7歳上の辰野隆、2歳上で東京高師附属中の先輩でもある山田珠樹と力を合わせ、29年間の卒業生が22人という状態だった東大仏文科を活性化し、渡辺一夫、伊吹武彦、杉捷夫、市原豊太、川口篤、小林秀雄、今日出海、中島健蔵、三好達治、佐藤正彰を始め、多くの後進を育てた。東京大学文学部教授を退官後は、中央大学文学部教授、東洋大学教授を務め、また多くの大学に出講した。
フランス文学研究者としては、フランソワ・ヴィヨンらの中世詩歌、マラルメ、ヴァレリーらの近代象徴主義詩歌を緻密に研究し、紹介・翻訳・辞書・随筆に多くの文業を遺した。
獨協大学 鈴木信太郎文庫
主な蔵書は、子息鈴木道彦が勤めていた獨協大学図書館に納められ「鈴木信太郎文庫」となっている。図書目録『獨協大学図書館所蔵 鈴木信太郎文庫目録』（1997年）が発行された。
鈴木信太郎記念館
東池袋5丁目にある旧居は東京都豊島区により取得・改修され、2018年春から「鈴木信太郎記念館」として一般公開されている。

## 人物
- 水泳・ゴルフ・謡曲・将棋・篆刻・稀覯本収集・ワインなど、趣味も豊かであった。
- 将棋の変則ルール「安南将棋」を大正15年ごろ、考案したとされる[6][7][8]。

## 家族・親族
鈴木家
鈴木家は埼玉県春日部市の大地主（庄屋）であった。
- 父・鈴木政次郞は埼玉県人[10]。
- 母・鈴木シン（1868年 - ?、埼玉)は高橋七右衛門の三女[1]。
- 妻・仲本花子（1899年 - ?、東京)は仲本昇太郞の長女[10] - 生家は深川の材木問屋である[9]。
- 息子：成文[10]（1927年 - 2010年）は建築学者。
- 息子：道彦（1929年 - 2024年）はフランス文学者。プルースト『失われた時を求めて』全訳で読売文学賞を受賞している。
- 長女：弌子[1]
- 二女：楚子[1]
- 寧

## 著作
評論
- 『ヴィヨン雑考』創元社 1941年6月
- 『ステファヌ・マラルメ詩集考』

1. 上巻 高桐書院 1948年
2. 下巻 三笠書房 1951年

- 『フランス象徴詩派覺書』青磁社 1949年
- 『フランス詩法』白水社
上巻 1950年、下巻 1954年
新装復刊 1970年、2008年
- 『詩人ヴィヨン』岩波書店 1955年
  - 新装復刊 1983年

随筆
- 『文學付近』白水社 1936
- 『文學外道』東京出版 1948
- 『文學遁走』改造社 1949
- 『小話風のフランス文學』河出書房(河出新書) 1955
- 『記憶の蜃気楼』文藝春秋新社 1961
  - 講談社文芸文庫 1991 - 菅野昭正解説
- 『虚の焦点』中央大学出版部 1970 - 遺稿集

### 著作集
- 『鈴木信太郎全集』全6巻、大修館書店 1972-1973

1. 訳詩Ⅰ
2. 訳詩Ⅱ
3. 研究Ⅰ
4. 研究Ⅱ
5. 随筆
6. 補巻で拾遺・雑攷

- 『鈴木信太郎巴里日記1954』閏月社 2024[11]

### 訳書
- シラノ・ド・ベルジュラック（ロスタン、辰野隆と共訳）(白水社、1922年10月、新潮社 佛蘭西近代戯曲集、1928年）→ 岩波文庫（1951年、のち改版）
- 近代フランス小説集 （春陽堂、1923年）
- 近代佛蘭西象徴詩抄 （春陽堂、1924年）
- 半獣神の午後（マラルメ）(江川書店、1933年9月) 、原著に倣った豪華本
- ポエジイ（白水社、1933年11月) マラルメ、ランボーなど12詩人
- 贋救世主アンフィオン　辰野・堀辰雄共訳（野田書房、1936年）→ 沖積舎（改訂版2005年）
- 綺語詩篇（マラルメ）(野田書房、1937年9月)
- 未知の女（ヴィリエ・ド・リイルアダンほか）（酣燈社、1947年）
- ヴェルレエヌ詩集 (創元選書、1947年7月) → 岩波文庫（1951年、新版2004年ほか）
- 半獣神の午後 其他 (要書房、1947年10月)
- ヴィヨン詩鈔 (全國書房、1948年)
- マラルメ詩集 (創元選書、1949年6月、創元文庫、1952年) → 岩波文庫（1963年）
- ボオドレエル詩集 (創元選書、1949年11月)
- サン・ヌゥヴェル・ヌゥヴェル－ふらんす百綺譚 (洛陽書院（全2巻）、1949年)、渡辺一夫共訳　
  - ふらんすデカメロン－サン・ヌーヴェル・ヌーヴェル　(筑摩叢書、1964年、復刊1988年ほか)　
    - 渡辺一夫・神沢栄三共訳 →（再改訳「ふらんすデカメロン」ちくま文庫〈上下〉、1994年）
- 呪はれた詩人達（ヴェルレーヌ）(創元選書、1951年5月) → 筑摩世界文學大系48 マラルメ／ヴェルレーヌ／ランボオ（筑摩書房）に収録
- 鈴木信太郎譯詩集 (白水社（上下）、1953年6月-8月)
- ビリチスの歌（ピエール・ルイス）(白水社、1954年4月) → 新潮文庫、角川文庫（のち改版）、講談社文芸文庫（鈴木道彦・渋沢孝輔解説、1994年）
- 悪の華（ボオドレール） (紀伊國屋書店、1960年10月) → 岩波文庫（1961年、のち改版）
- ヴィヨン遺言詩集 (筑摩書房、1961年8月)　限定出版
- ヴィヨン全詩集 (岩波文庫、1965年5月)
- ヴァレリー詩集（岩波文庫、1968年9月）
  - 「ヴァレリー全集 第1巻 詩集」筑摩書房（監修）、1967年

### 辞書編纂
- 『スタンダード佛和辞典』大修館書店 1957

渡辺一夫・中平解・朝倉季雄・家島光一郎・武者小路実光・三宅徳嘉・松下和則・田島宏共編
- 『スタンダード佛和小辞典』共著、大修館書店 1959

## 鈴木信太郎に関する資料
- 鈴木道彦『フランス文学者の誕生：マラルメへの旅』筑摩書房、2014年10月

回想を交えた評伝で、当初は「フランス文学者の誕生：鈴木家の人びと」で、月刊PR誌『ちくま』（2011年5月号から2013年4月号まで）に連載、大幅に改稿加筆し刊行。
- 『人事興信録 第10版 上』人事興信所編、人事興信所 1934年版